# Jack Andraka

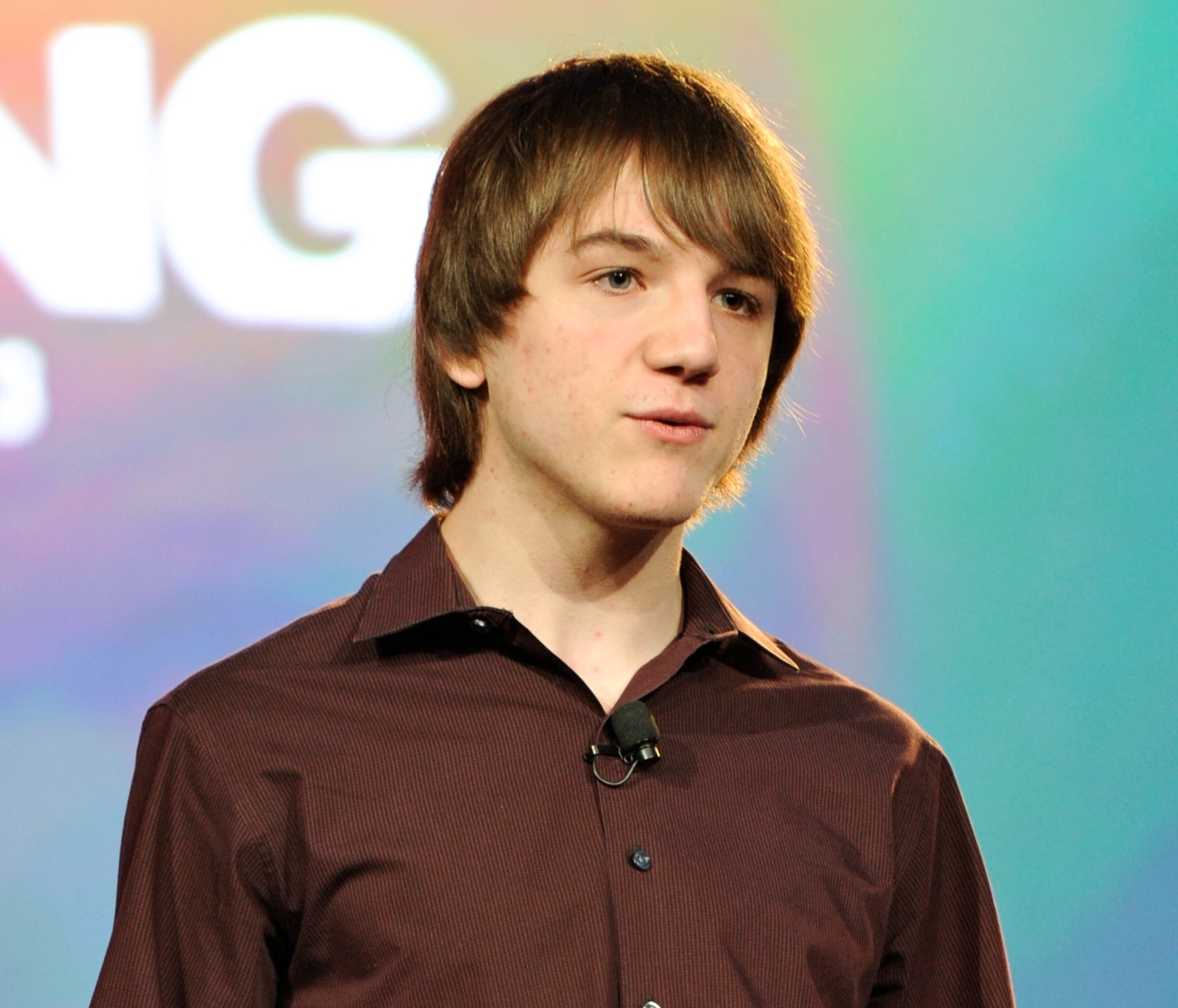
Jack Andraka 2013

Jack Thomas Andraka (* 8. Januar 1997 in Maryland) ist ein US-amerikanischer Erfinder. Er gewann im Jahr 2012 bei der Intel International Science and Engineering Fair, dem größten voruniversitären Forschungswettbewerb der Welt, den Gordon E. Moore Award mit einem Verfahren zur Diagnose verschiedener Krebsarten. Der Preis ist mit 75.000 USD dotiert. Am 12. Februar 2013 war Andraka als Ehrengast des Präsidenten bei dessen Kongress-Rede zur Lage der Nation geladen. Seit 2018 studiert er mit einem Trumann-Stipendium an der Stanford-Universität.

## Erfindung
Andrakas Erfindung soll eine schnelle und preisgünstige Diagnose von Bauchspeicheldrüsen-, Lungen- oder Eierstockkrebs ermöglichen. Der Test ist in der Anwendung ähnlich den Blutzucker-Teststreifen; er weist mit einem Antigen das Protein Mesothelin, einen Tumormarker, im Blut von Patienten nach, der bei einer entsprechenden Erkrankung in Blut und Urin vorkommt (vgl. Antigen-Shedding). Die Erfindung wurde im Jahre 2012 zum Patent angemeldet.
Auf der Suche nach Unterstützung kontaktierte Andraka etwa 200 verschiedene Wissenschaftler, bis ihm die Johns Hopkins School of Medicine die Möglichkeit gab, in den Ferien an seinem Projekt zu arbeiten.
Ein Patent wurde vom USPTO wegen mangelnder Erfindungshöhe nicht erteilt, da die Methode bereits in zwei anderen US-Patenten beschrieben war.